# Gunar Kirchbach
Gunar Kirchbach (Bad Saarow, RDA, 12 de octubre de 1971) es un deportista alemán que compitió en piragüismo en la modalidad de aguas tranquilas.
Participó en los Juegos Olímpicos de Atlanta 1996, obteniendo una medalla de oro en la prueba de C2 1000 m. Ganó cinco medallas en el Campeonato Mundial de Piragüismo entre los años 1993 y 1997.

## Palmarés internacional
| Juegos Olímpicos   | Juegos Olímpicos          | Juegos Olímpicos  | Juegos Olímpicos |
| Año                | Lugar                     | Medalla           | Competición      |
| ------------------ | ------------------------- | ----------------- | ---------------- |
| 1996               | Atlanta (Estados Unidos)  | Medalla de oro    | C2 1000 m        |
| Campeonato Mundial |                           |                   |                  |
| Año                | Lugar                     | Medalla           | Competición      |
| 1993               | Copenhague (Dinamarca)    | Medalla de bronce | C2 500 m         |
| 1994               | Ciudad de México (México) | Medalla de oro    | C2 1000 m        |
| 1995               | Duisburgo (Alemania)      | Medalla de bronce | C2 500 m         |
| 1995               | Duisburgo (Alemania)      | Medalla de bronce | C2 1000 m        |
| 1997               | Dartmouth (Canadá)        | Medalla de oro    | C2 1000 m        |